# Jakob von Uexküll
Jacob Johann von Uexküll (Keblaste, Estônia, 8 de setembro de 1864 — Capri, 25 de julho de 1944) foi um biólogo e filósofo estoniano de origem alemã. Foi um dos pioneiros da etologia antes de  Konrad Lorenz.
Foi um biólogo com grandes realizações nos campos da fisiologia muscular e cibernética da vida. Porém, sua realização mais notável foi a noção de Umwelt,  o mundo subjetivo da percepção dos organismos vivos, dos animais e do homem em relação ao seu meio ambiente e de como eles o compreendiam. Postulava que cada animal tem seu mundo próprio e que cada um deles tem que ser entendido no seu habitat (meio em que vive), interessava a Uexkull, neste sentido, o comportamento dos organismos vivos e suas interações, como por exemplo, as células e órgãos do corpo ou dos sujeitos no seio das famílias,dos grupos nas comunidades, etc. No livro Umwelt und Innenwelt der Tiere (1909), ele introduziu o termo "Umwelt" para denotar o mundo subjetivo do organismo.
Uexküll considerava-se um seguidor de Johannes Müller (1801-1858) e Karl Ernst von Baer (1792-1876). Seus pontos de vista filosóficos foram baseadas nas obras de I.Kant.
Uexküll escreveu uma das primeiras monografias sobre biologia teórica (Theoretische Biologie, 1920, 1928). Os campos em que seu trabalho fez uma contribuição notável, incluem da fisiologia comparativa de invertebrados, psicologia comparativa à filosofia da biologia.
Ele é reconhecido também, como o fundador da biossemiótica (Bedeutungslehre, 1940).
Estudos posteriores  como os de Kalevi Kull, conectaram os estudos de von Uexküll com algumas áreas da filosofia como a  fenomenologia e a hermenêutica, influenciando nos trabalhos dos filósofos  Martin Heidegger,  Maurice Merleau-Ponty, Gilles Deleuze, Félix Guattari e atualmente, Giorgio Agamben, entre outros.

### Em holandês
- Uexküll J.von, Kriszat G. 1958. Zwerftochten door de werelden van dieren en mensen. Amsterdam: Wereld-Bibliotheek, 117.

### Em inglês
- Uexküll J. von 1926. Theoretical Biology. (Transl. by D. L. MacKinnon. International Library of Psychology, Philosophy and Scientific Method.) London: Kegan Paul, Trench, Trubner & Co. xvi+362.

### Em francês
- Uexküll J. von 1965. Mondes animaux et monde humain. Gonthier.

### Em italiano
- - Uexküll J.v. 1947. L'immortale spirito della natura. Bari.
- Uexküll J.v., Kriszat Georg 1967. Ambiente e comportamento. (Transl. by Paola Manfredi, introd. by Felice Mondella.) Verona: Casa editrice Il Saggiatore, 229.

### Em japonês
- Uexküll J.v. 1973. Seibutsu kara Mita Sekai (The World As Seen by Living Things). Trans. by Hidaka Toshitaka and Noda Yasuyuki. Tokyo: Shisakusha.

### Em português
- Uexküll J. von 1982. Dos Animais e dos Homens: Digressões pelos seus mundos próprios. Doutrina do Significado. (Transl. Alberto Candeias, Anibal Garcia Pereira.) Lisboa: Livros do Brasil, 206.

In Spanish:
- - Uexküll J. von ??. Ideas para una concepción biológica del mundo. (In series: Ideas del siglo XX). ??